# 中尾武彦
中尾 武彦（なかお たけひこ、1956年3月5日 - ）は、日本の大蔵、財務官僚、元アジア開発銀行総裁、元財務官。住友商事顧問・国際経済戦略センター理事長。第一生命保険株式会社取締役。政策研究大学院大学客員教授。東京大学公共政策大学院客員教授。

## 来歴
兵庫県川西市出身。1974年大阪教育大学附属池田高校卒業。1978年東京大学経済学部卒業。1982年 - カリフォルニア大学バークレー校経営大学院修了。MBA

### 職歴
- 1978年 - 大蔵省入省。国際金融局調査課（同期：真砂靖財務事務次官、古谷一之内閣官房副長官補、中島秀夫公正取引委員会事務総長、村尾信尚関西学院大学教授、木村嘉秀関東財務局金融安定監理官、大久保和正武蔵野大学教授）
- 1980年7月 - 国費留学（カリフォルニア大学バークレー校）
- 1982年7月 - 主税局調査課
- 1984年7月 - 大阪国税局泉大津税務署長
- 1985年7月 - 日本輸出入銀行出向
- 1987年1月 - 大蔵省証券局業務課課長補佐
- 1987年7月 - 主税局国際租税課課長補佐
- 1989年7月 - 主税局税制第一課課長補佐
- 1990年7月 - 主税局調査課課長補佐（総括、内国調査）[3]
- 1991年7月 - 国際金融局国際機構課課長補佐（総括・企画）[4]
- 1993年7月 - 大蔵省大臣官房企画官（国際金融局担当）
- 1994年6月 - 国際通貨基金（IMF）政策企画審査局審議役
- 1997年7月 - 大蔵省大臣官房企画官
- 1997年12月 - 銀行局金融会社室長
- 1998年6月 - 国際局国際機構課長
- 2000年8月 - 主計局主計官（外務・経済産業・経済協力担当）
- 2002年7月 - 財務省国際局開発政策課長
- 2004年7月 - 国際局総務課長
- 2005年7月 - 在米国日本大使館公使
- 2007年7月 - 財務省国際局次長
- 2009年7月 - 国際局長
- 2011年8月 - 財務官
- 2013年4月 - アジア開発銀行総裁
- 2020年1月 - 退任
- 2020年4月 - みずほ総合研究所理事長[5]
- 2021年4月 - みずほリサーチ&テクノロジーズ理事長[6]
- 2024年8月 - 住友商事株式会社顧問・株式会社国際経済戦略センター理事長[7]
- 2025年2月 - 公益財団法人日本国際交流センター理事[8]

### 教歴
- 2002年度前期 横浜国立大学大学院国際社会学研究科非常勤講師（財政学）
- 2010年度前期、2011年度前期 東京大学大学院総合文化研究科・教養学部客員教授（国際金融論）
- 2020年度秋学期より東京大学公共政策大学院客員教授（国際経済政策）
- 2021年度春学期より政策研究大学院大学客員教授（アジア開発史）

## 人物
- 国際通貨基金にて3年間、在米日本大使館にて2年間の勤務経験があり、財務省の中でアメリカに精通するスペシャリストとみられている[要出典]。
- アジア通貨危機では、国際局開発政策課長として白石隆京都大学教授、浅沼信爾一橋大学教授、伊藤隆敏東京大学教授らのインドネシア経済政策支援プロジェクトの事務局を大串博志在インドネシア日本大使館一等書記官らと担い、インドネシア支援にあたった[9]。
- 国際局長時代の2010年9月15日（介入額2兆1249億円）、2011年3月18日（6925億円）、財務官時代の2011年8月4日（4兆5129億円）、10月31日から11月4日（9兆916億円）に円売りドル買いの為替介入を指揮した。特に、2011年10月31日の介入は、円が75円32銭という戦後最高値を付けた直後に行われ、大規模で数日間にわたるものであった(介入額は財務省公表資料）。
- 浜田宏一の門下生[10]。

## 著書・論文・講演等
- 『国際租税制度概観』（1989年租税研究協会）
- 『グローバル化と財政』（石弘光編）（1990年有斐閣）
- IMF、資本移動拡大に対応（1996年9月23日日本経済新聞「経済教室」）
- ヘッジファンドと国際金融市場（1999年7月「ファイナンス」誌）（日・英）
- 日本の1990年代における財政政策の経験（2002年4月財務総合政策研究所）（日・英）
- 我が国のODAと国際的な援助潮流（2005年1月、3月「ファイナンス」誌）
- 『アメリカの経済政策―強さは持続できるのか』 (2008年 中公新書)
- 国際通貨システム改革を巡る諸問題についての考え方（2010年3月国際通貨研究所）（日・英）
- グローバル金融危機への国際的対応（2010年7月「フィナンシャル・レビュー」誌）
- 岐路に立つユーロと国際通貨体制のゆくえ（2011年11月「三田評論」誌 座談会）
- 国際金融の諸問題と我が国の対応（2012年3月国際通貨研究所）（日・英）
- 最近の国際金融情勢（2012年11月日本証券経済研究所「証券レビュー」誌）
- 世界経済の行方と国際金融（2012年12月「公研」誌）
- アジア開発のこれからを語る－進展する地域統合の核として（2013年7月「国際開発ジャーナル」誌）
- インフラ整備を通じたアジアの貧困削減ーアジア開発銀行と日本が果たすべき役割（2014年8月日立総研機関誌 川村隆元日立社長との対論）
- 途上国発展に8条件（2015年1月16日日本経済新聞「経済教室」）（日・英）
- アジアにおけるADBの新戦略－インフラ整備を質と量で助ける（2016年9月「国際開発ジャーナル」誌）（日・英）
- アジア経済の展望とアジア開発銀行の役割（2016年12月「公研」誌）
- ADBの創設とアジアの発展、心がけてきたこと（2017年9月14日政策研究大学院大学卒業式記念講演）（日・英）
- アジアの発展と国際政治（2018年10月「公研」誌 大庭三枝東京理科大学教授との対話）
- 『アジア経済はどう変わったか－アジア開発銀行総裁日記』（2020年 中央公論新社）
- 『アジア開発史－政策・市場・技術発展の50年を振り返る』（共著2021年 勁草書房）
- Asia's Journey to Prosperity: Policy, Market, and Technology over 50 Years (2020年 ADB)https://www.adb.org/publications/asias-journey-to-prosperity
- The Rise of Asia: Perspectives and Beyond -Memoir of the President of the Asian Development Bank (2022年 ADB) https://www.adb.org/sites/default/files/publication/808451/rise-asia-perspectives-beyond.pdf

（注）このほか、国際経済戦略センターのホームページhttps://www.ciesl.jp/、中尾武彦オフィシャル（みずほリサーチ＆テクノロジーズの理事長によるYouTube対談シリーズ）https://www.youtube.com/channel/UCGtRQ6WIBr2e8iGHZvm7L_Q、中尾武彦オフィシャル（みずほリサーチ＆テクノロジーズの「理事長の視点」論考シリーズ）https://note.com/takehiko_nakao/allに論文、記事、対談などをアップ。